# Bjärttjärnen
Bjärttjärnen är en sjö i Härjedalens kommun i Härjedalen och ingår i Ljusnans huvudavrinningsområde. Sjön har en area på 0,0881 kvadratkilometer och ligger 376,9 meter över havet.

## Delavrinningsområde
Bjärttjärnen ingår i det delavrinningsområde (690025-141579) som SMHI kallar för Mynnar i Sålnen. Medelhöjden är 408 meter över havet och ytan är 16,49 kvadratkilometer. Det finns inga avrinningsområden uppströms utan avrinningsområdet är högsta punkten. Vattendraget som avvattnar avrinningsområdet har biflödesordning 3, vilket innebär att vattnet flödar genom totalt 3 vattendrag innan det når havet efter 263 kilometer. Avrinningsområdet består mestadels av skog (60 procent) och sankmarker (36 procent). Avrinningsområdet har 0,09 kvadratkilometer vattenytor vilket ger det en sjöprocent på 0,5 procent.